# Campeonato Chileno de Futebol de 1987
O Campeonato Chileno de Futebol de 1987 (oficialmente Campeonato Nacional de Fútbol Profesional de la Primera División de Chile) foi a 55ª edição do campeonato do futebol do Chile. Os 18 clubes jogam todos contra todos, sendo o primeiro colocado campeão. Os três últimos colocados são rebaixados diretamente para a Campeonato Chileno de Futebol - Segunda Divisão. O campeão e o ganhador da ligilla entre o vice, 3º, 4º e 5º lugar se classificam para a Copa Libertadores da América de 1988.

## Participantes
| Equipe                                        | Cidade                                                   | Região                           | No ano anterior                                                     | Estádio                                  | Capacidade | Títulos                                     | Participações |
| --------------------------------------------- | -------------------------------------------------------- | -------------------------------- | ------------------------------------------------------------------- | ---------------------------------------- | ---------- | ------------------------------------------- | ------------- |
| Club Social y Deportivo Colo-Colo             | Macul                                                    | Região Metropolitana de Santiago | Campeão                                                             | Estádio Nacional de Chile                | 55.100     | 15 (Último em 1986)                         | 55            |
| Club Universidad de Chile                     | Santiago                                                 | Região Metropolitana de Santiago | Oitavo Lugar                                                        | Estádio Nacional de Chile                | 55.100     | 7 (1940, 1959, 1962,1964, 1965, 1967, 1969) | 50            |
| Unión Española                                | Independencia                                            | Região Metropolitana de Santiago | Décimo Terceiro Lugar                                               | Estádio Santa Laura                      | 22.375     | 5 (1943, 1951, 1973, 1975, 1978)            | 54            |
| Club Deportivo Palestino                      | La Cisterna                                              | Região Metropolitana de Santiago | Vice Campeão                                                        | Estádio Santa Laura                      | 22.375     | 2 (1955, 1978)                              | 33            |
| Club Deportivo Universidad Católica           | Las Condes                                               | Região Metropolitana de Santiago | Sexto Lugar                                                         | Estádio Independência                    | 13.500     | 6 (1949, 1954, 1961, 1966, 1984)            | 46            |
| Club de Deportes Cobreloa                     | Calama                                                   | Região de Antofagasta            | Terceiro Lugar                                                      | Estádio Municipal de Calama              | 12.000     | 3 (1980, 1982, 1985)                        | 10            |
| Club Deportivo y Social Naval                 | Talcahuano                                               | Região de Bío-Bío                | Sétimo Lugar                                                        | Estádio El Morro                         | 7.152      | 0 (não possui)                              | 14            |
| Club de Deportes Iquique                      | Iquique                                                  | Região de Tarapacá               | Décimo Primeiro Lugar                                               | Estádio Municipal de Iquique             | -----      | 0 (não possui)                              | 8             |
| Club Social de Deportes Rangers               | Talca                                                    | Região de Maule                  | Décimo Quinto Lugar                                                 | Estádio Fiscal de Talca                  | 8.324      | 0 (não possui)                              | 32            |
| Corporación Deportiva Everton de Viña del Mar | Viña del Mar                                             | Província de Valparaíso          | Décimo Quarto Lugar                                                 | Estádio Sausalito                        | 25.000     | 3 (1950, 1952, 1976)                        | 41            |
| Club Deportivo Huachipato                     | Talcahuano                                               | Região de Bío-Bío                | Quinto Lugar                                                        | Estádio Las Higueras                     | -----      | 1 (1974)                                    | 17            |
| Club Deportivo San Luis                       | Quillota                                                 | Região de Valparaíso             | Décimo Lugar                                                        | Estádio Municipal Lucio Fariña Fernández | 7.500      | 0 (não possui)                              | 16            |
| Club Deportes Cobresal                        | Localidade de El Salvador, na comuna de Diego de Almagro | Região de Atacama                | Quarto Lugar                                                        | Estádio El Cobre                         | 8.000      | 0 (não possui)                              | 4             |
| Club Social y de Deportes Concepción          | Concepción                                               | Região de Bío-Bío                | Nono Lugar                                                          | Estádio Municipal de Concepción          | 35.000     | 0 (não possui)                              | 18            |
| Club Deportivo Arturo Fernández Vial          | Concepción                                               | Região de Bío-Bío                | Décimo Segundo Lugar                                                | Estádio Municipal de Concepción          | 35.000     | 0 (não possui)                              | 3             |
| Club de Deportes Lota Schwager                | Coronel                                                  | Região de Bío-Bío                | Acesso pelo Campeonato Chileno de Futebol de 1986 - Segunda Divisão | Estádio Municipal Federico Schwager      | 18.500     | 0 (não possui)                              | 12            |

## Campeão
| Campeão Chileno 1987                                                 |
| -------------------------------------------------------------------- |
| Club Deportivo Universidad Católica (Las Condes) (6º título) Campeão |